# مفارقة (فلم 2016)
مفارقة (بالإنجليزية: Paradox) هو فيلم إثارة خيال علمي من كتابة وإخراج مايكل هيرست وبطولة زوي بيل ومالك يوبا وآدم هاس.

## روابط خارجية
- مقالات تستعمل روابط فنية بلا صلة مع ويكي بيانات